# Plantin (premetrostation)

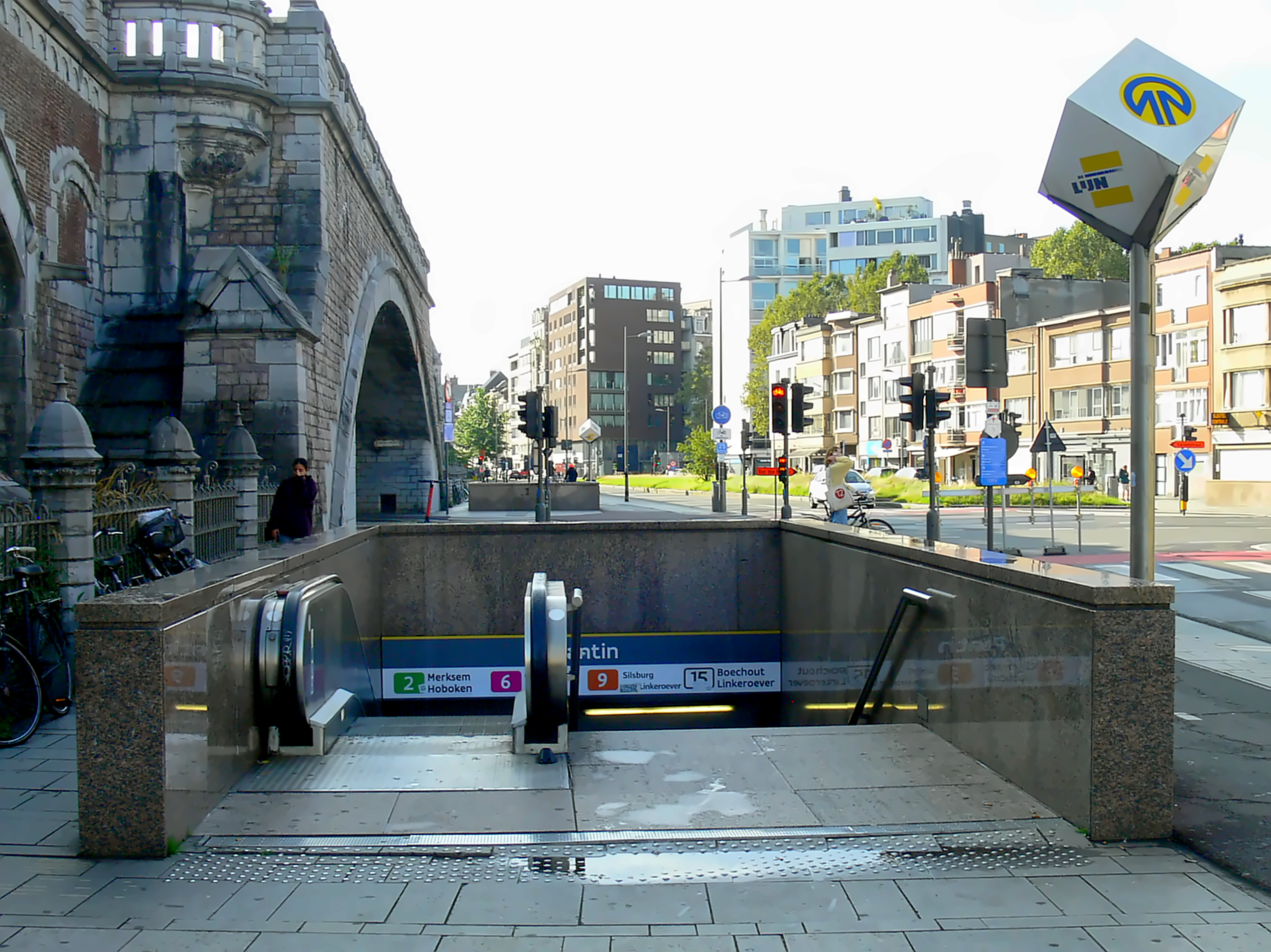
Noord-Oost ingang van Station Plantin

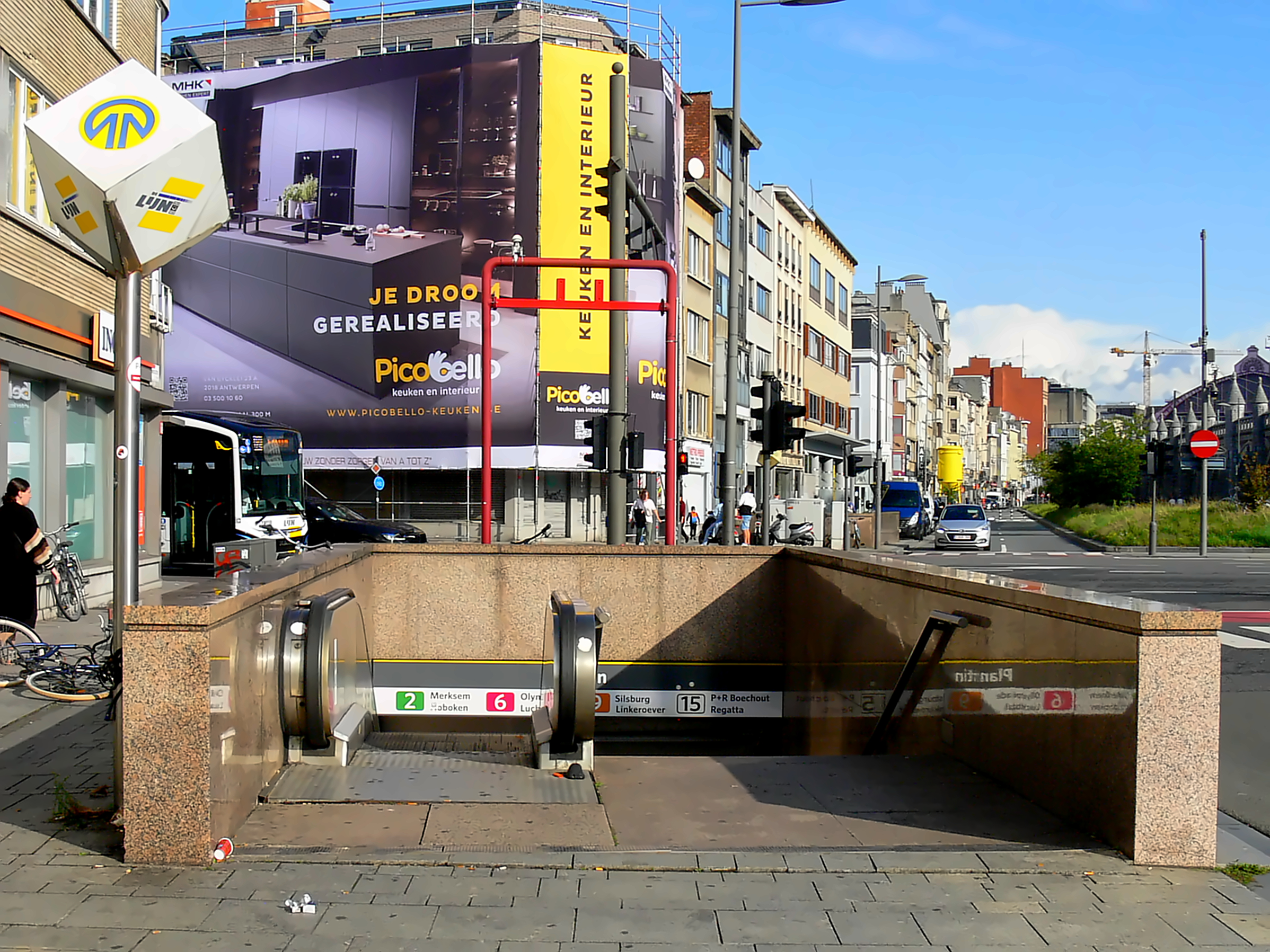
Zuid-West ingang van Station Plantin

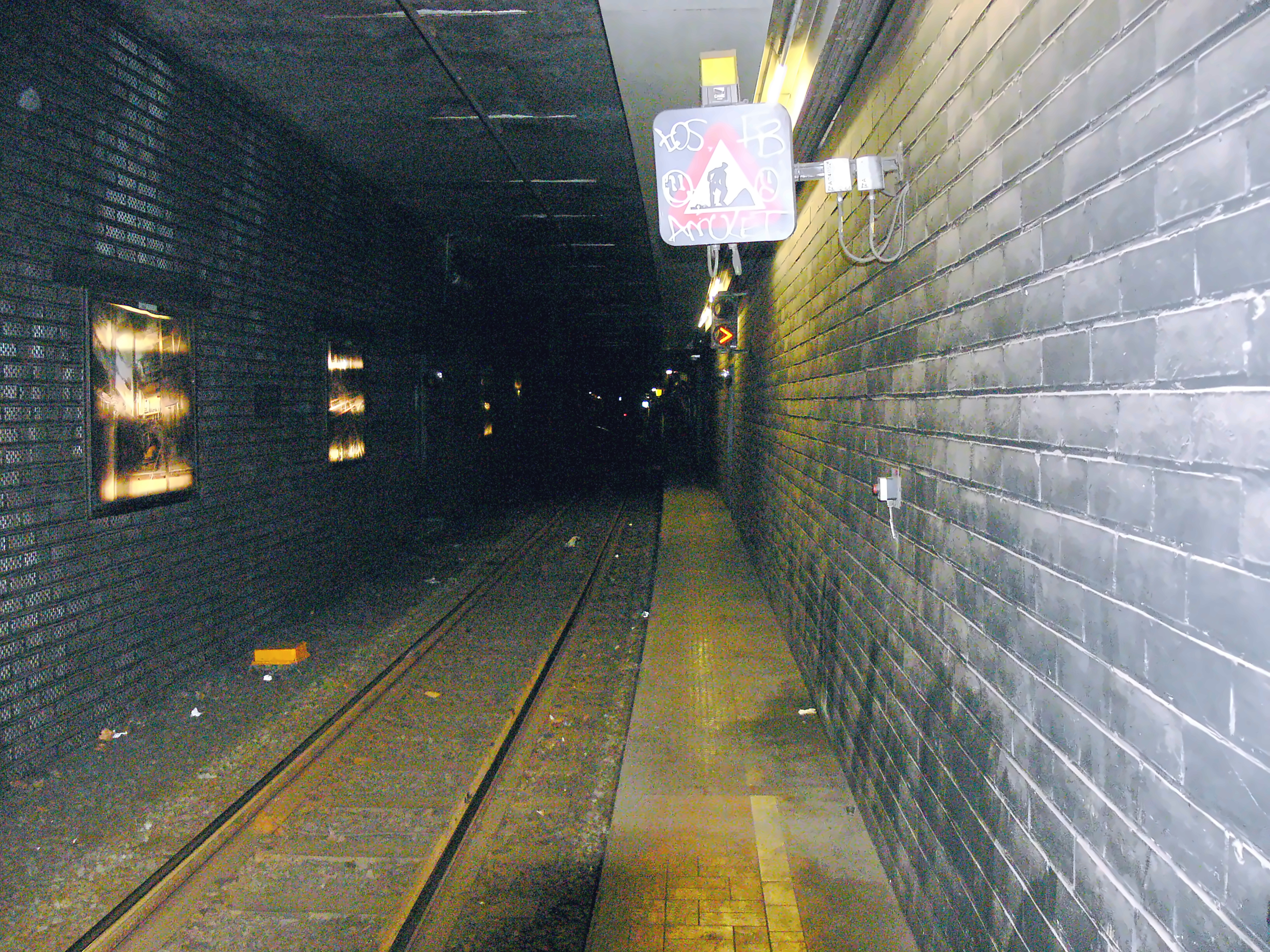
Station Plantin: Niveau -3: Tunnel richting Belgiëlei en Mercatorstraat. Op deze foto zijn zeer goed de reclame panelen en de vloertegels van de extra 30m perron die niet in gebruik zijn maar in de tunnel zitten zichtbaar.

Plantin is een Antwerps premetrostation, gelegen onder het kruispunt van de Simonsstraat en de Plantin en Moretuslei.
Station Plantin werd samen met station Diamant geopend op 10 maart 1980.
Het station werd in 2015 gerenoveerd. De donkere wanden werden vervangen door witte wanden met daarop tekeningen van dieren van drukker-uitgever Christoffel Plantijn. Ook de verlichting en aanduidingen werden vernieuwd. Maar er werden geen liften toegevoegd.
Het is een klein station en is het eerste ondergrondse station na de tunnel ingangen op de Belgiëlei en de Mercatorstraat. Het station, waaraan de werken begonnen zijn in 1974 en dat afgewerkt werd in 1980, dateert nog uit de 'rijke' periode van de MIVA (het vervoerbedrijf ten tijde van de bouw) en was aangekleed met marmer. De oorspronkelijk 90 meter lange perrons werden tijdens de afwerking van het station ingekort tot 60 meter.
Op straat niveau heeft het 4 ingangen namelijk op elke hoek van het kruispunt. Het station heeft naast trappen wel roltrappen maar geen lift.
Op niveau -1 bevindt zich een smalle stationshal met de toegangen naar het straatniveau en de 2 perrons.. 
Op niveau -2 ligt het 90m lange perron richting station Diamant en de binnenstad. Hiervan is momenteel slechts 60m in gebruik. 
Op niveau-3 ligt op 16m diepte het 90m lange perron richting de tunneluitgangen in de Belgiëlei en de Mercatorstraat. Hiervan is momenteel slechts 60m in gebruik.
Het station wordt bediend door de volgende lijnen:
Lijn 2: Hoboken - Merksem
Lijn 6: Luchtbal - Olympiade
Lijn 9: Silsburg - Linkeroever
Lijn 15: Boechout - Regatta

## Toekomst
Volgens plan 2021 (zie Nethervorming basisbereikbaarheid) zouden eind 2021 de vier bovengenoemde tramlijnen vervangen worden door de premetrolijnen M2, M7 en M9. Er werd in maart 2021 besloten om dit plan enkele jaren uit te stellen tot er voldoende nieuwe trams geleverd zijn.

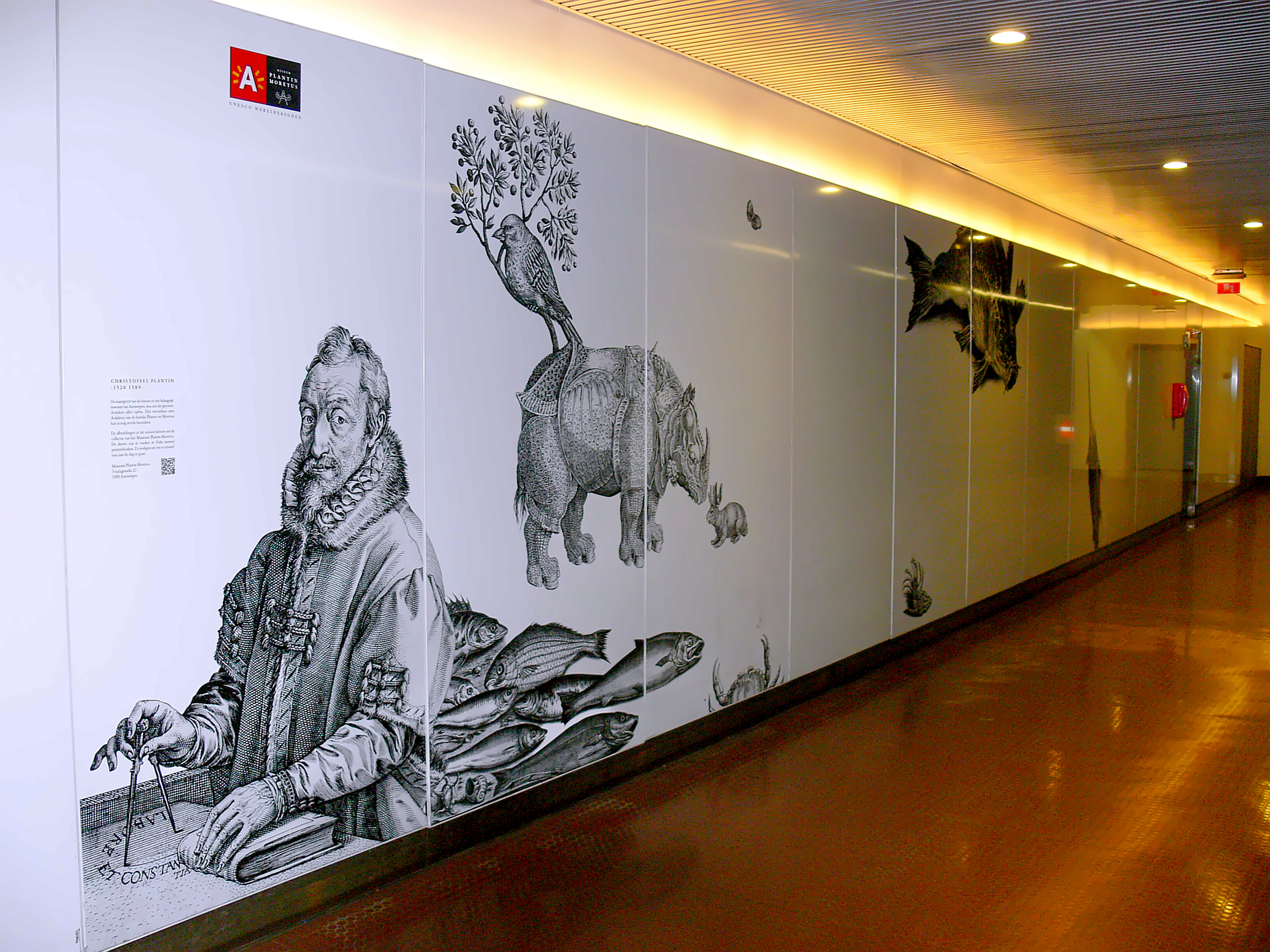
Station Plantin: Niveau -2: Perron richting Diamant. Zowel in de stations hal als op het perron richting Diamant zijn tekeningen van Christoffel Plantijn aangebracht.
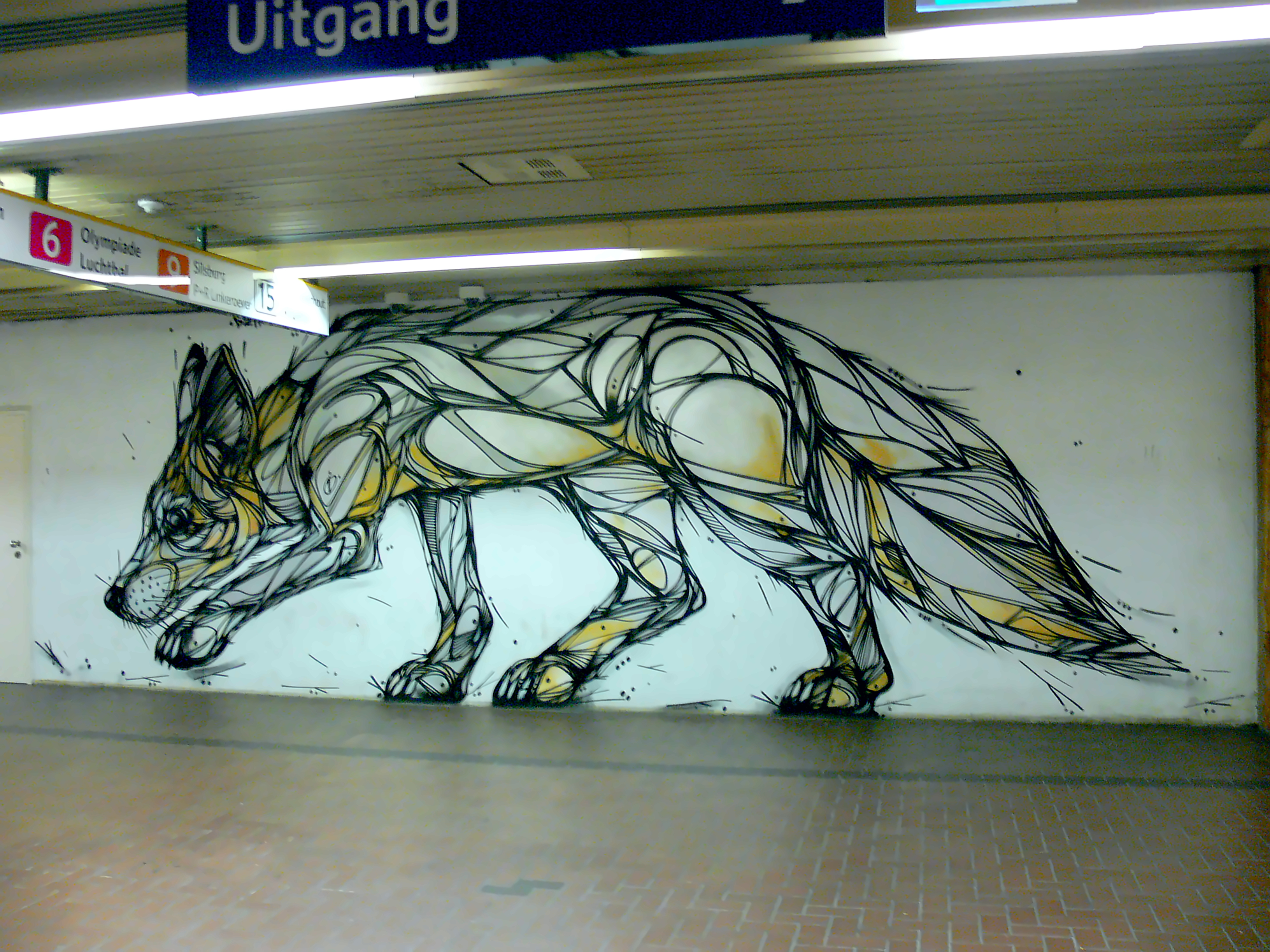
Station Plantin: Niveau -1: Stations hal
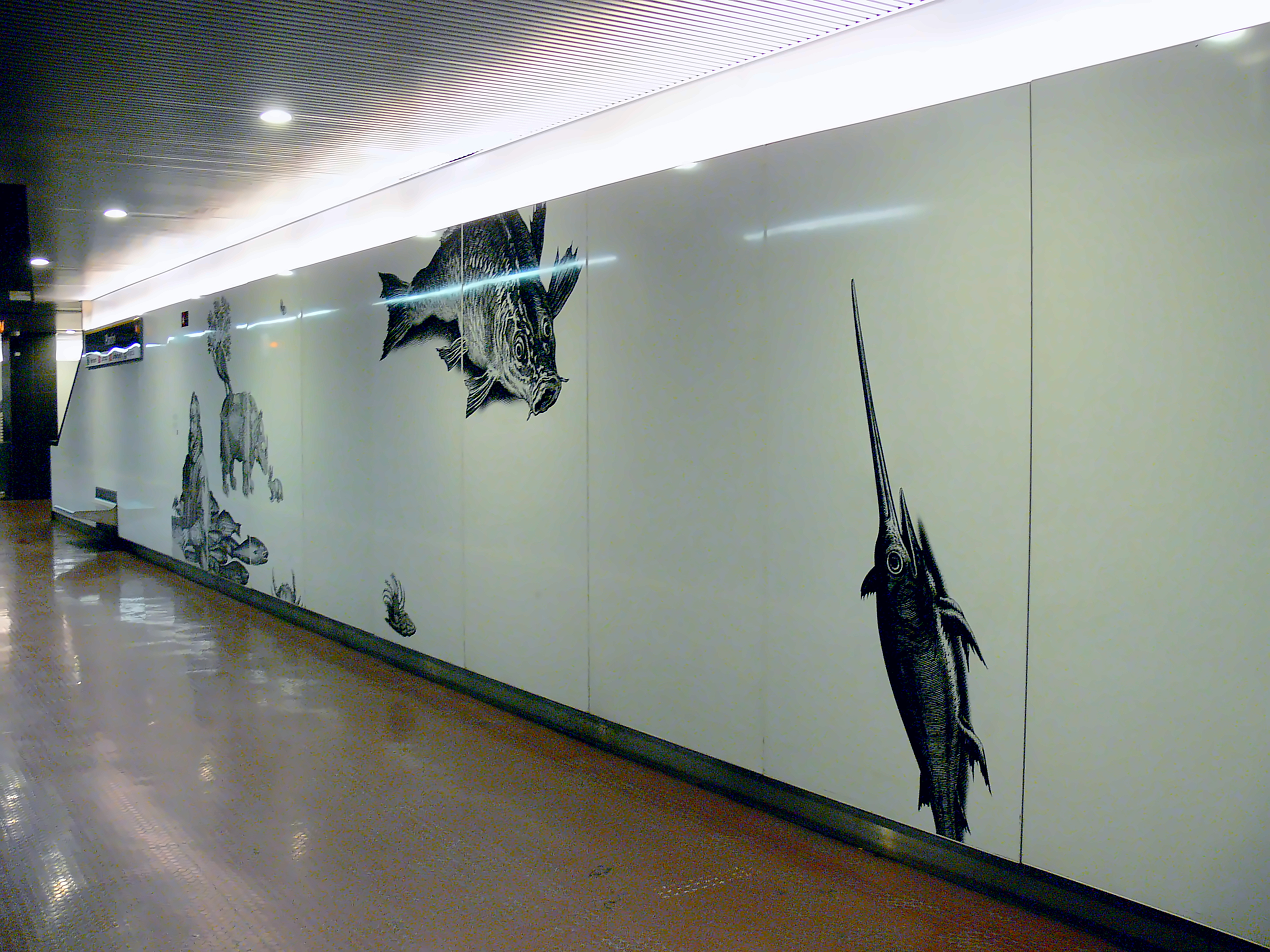
Station Plantin: Niveau -2: Perron richting Diamant
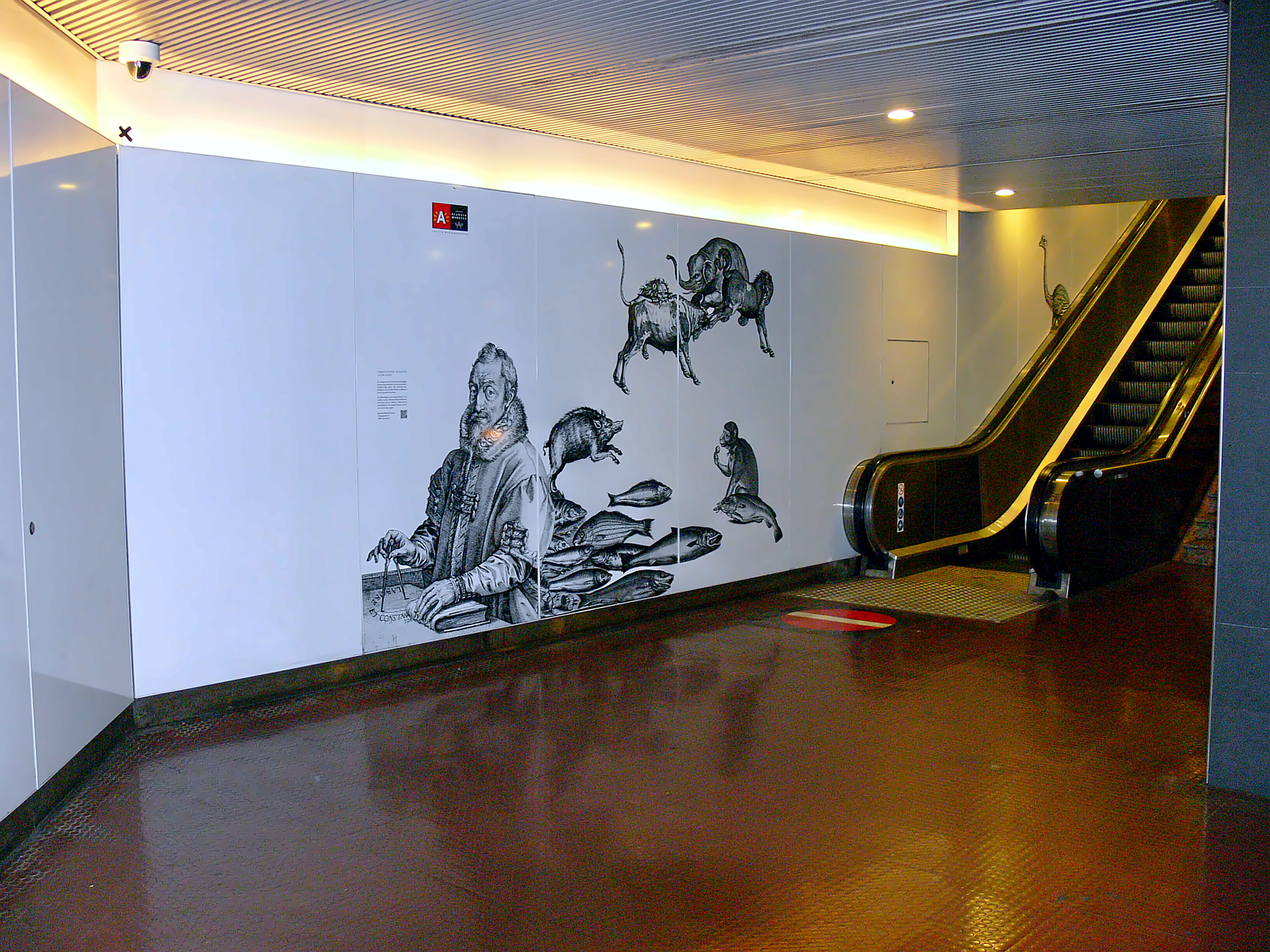
Station Plantin: Niveau -2: Perron richting Diamant